# Big Big Train
 (mars 2024).
La mise en forme du texte ne suit pas les recommandations de Wikipédia : il faut le « wikifier ».
Les points d'amélioration suivants sont les cas les plus fréquents. Le détail des points à revoir est peut-être précisé sur la page de discussion.
- Les titres sont pré-formatés par le logiciel. Ils ne sont ni en capitales, ni en gras.
- Le texte ne doit pas être écrit en capitales (les noms de famille non plus), ni en gras, ni en italique, ni en « petit »…
- Le gras n'est utilisé que pour surligner le titre de l'article dans l'introduction, une seule fois.
- L'italique est rarement utilisé : mots en langue étrangère, titres d'œuvres, noms de bateaux, etc.
- Les citations ne sont pas en italique mais en corps de texte normal. Elles sont entourées par des guillemets français : « et ».
- Les listes à puces sont à éviter, des paragraphes rédigés étant largement préférés. Les tableaux sont à réserver à la présentation de données structurées (résultats, etc.).
- Les appels de note de bas de page (petits chiffres en exposant, introduits par l'outil «  Source ») sont à placer entre la fin de phrase et le point final[comme ça].
- Les liens internes (vers d'autres articles de Wikipédia) sont à choisir avec parcimonie. Créez des liens vers des articles approfondissant le sujet. Les termes génériques sans rapport avec le sujet sont à éviter, ainsi que les répétitions de liens vers un même terme.
- Les liens externes sont à placer uniquement dans une section « Liens externes », à la fin de l'article. Ces liens sont à choisir avec parcimonie suivant les règles définies. Si un lien sert de source à l'article, son insertion dans le texte est à faire par les notes de bas de page.
- La présentation des références doit suivre les conventions bibliographiques. Il est recommandé d'utiliser les modèles {{Ouvrage}}, {{Chapitre}}, {{Article}}, {{Lien web}} et/ou {{Bibliographie}}. Le mode d'édition visuel peut mettre en forme automatiquement les références.
- Insérer une infobox (cadre d'informations à droite) n'est pas obligatoire pour parachever la mise en page.

Pour une aide détaillée, merci de consulter Aide:Wikification.
Si vous pensez que ces points ont été résolus, vous pouvez retirer ce bandeau et améliorer la mise en forme d'un autre article.
Big Big Train est un groupe de rock progressif anglais formé à Bournemouth en 1990. Le line-up actuel comprend le fondateur du groupe Gregory Spawton (basse, guitares et claviers), Nick D'Virgilio (batterie, guitares et claviers) et Rikard Sjöblom (guitares et claviers). Jusqu'en 2009, le groupe était actif uniquement en tant que projet studio dirigé par Gregory Spawton et le cofondateur Andy Poole (guitares, basse et claviers), qui a quitté le groupe en 2018. Le groupe a connu plusieurs changements de line-up et de musiciens invités.
Après avoir débuté en tant que groupe indépendant, Big Big Train a signé avec Giant Electric Pea de 1993 à 1998 et a distribué ses albums via son propre site Web. Depuis leur sixième album, The Underfall Yard, acclamé par la critique de la communauté du rock progressif,, un line-up plus stable a été établi, et le groupe a donné ses premiers concerts live au bout de 17 ans à Kings Place, Londres, en août 2015. Les concerts ont été élus événement de l'année par les lecteurs du magazine britannique Prog. Stone & Steel, un Blu-ray présentant les répétitions de 2014 aux Real World Studios et quatre des chansons interprétées à Kings Place, est sorti le 21 mars 2016. Big Big Train a remporté le Breakthrough Award aux Progressive Music Awards qui se sont tenus à Kew Gardens, à Londres, le 3 septembre 2013, et a été nommé dans plusieurs autres catégories ces dernières années.
Big Big Train a entamé sa première tournée au Royaume-Uni en octobre 2019. Les dates qui avaient été prévues pour les premières tournées nord-américaines et européennes du groupe en 2020 furent annulées en raison de la pandémie de coronavirus.
Les derniers albums studio du groupe sont:
- Welcome to the Planet, sorti en janvier 2022,
- Ingenious Devices, sorti le 30 juin 2023,
- The Likes of Us, sorti le 1er mars 2024.

## Biographie

### Origines du groupe
Les origines de Big Big Train remontent à 1981 à Birmingham, en Angleterre, lorsque le frère de Gregory, Nigel Spawton, a rejoint Ed Serafinas, Pete McDonald, Steve Lugg et Tim McCarty dans le groupe punk connu sous le nom de Big Big Train. Plus tard dans les années 80, Andy Poole s'est associé avec son ami d'enfance Ian Cooper pour écrire des chansons, à Bournemouth, en Angleterre. À peu près à la même époque, Gregory Spawton a également formé son premier groupe, Equus. Equus a joué quelques concerts locaux dans la région de Birmingham avant de se séparer, lorsque Spawton est allé à l'université en 1984. Pendant ce temps, le groupe de Poole et Cooper, nommé Archshine, a enregistré quelques démos et ils sont parfois sortis de leur studio pour jouer quelques concerts.
En 1987, Spawton a déménagé à Bournemouth. Peu de temps après, il a rencontré Poole et ils ont découvert qu'ils partageaient des goûts communs et appréciaient Genesis, Van der Graaf Generator et d'autres groupes de rock progressif. En particulier, ils étaient tous les deux fans d'un groupe alors relativement peu connu appelé IQ. En effet, Poole avait travaillé un temps comme roadie pour The Lens et IQ.
À la fin des années 1980, ils décident d'enregistrer des démos ensemble. Après quelques mois, les toutes premières chansons de Big Big Train sont nées. En 1990, Archshine a cessé d'exister, et Big Big Train a été fondé, initialement composé du duo de Spawton (guitare) et Poole (basse). L'année suivante a vu le recrutement de Ian Cooper (claviers), Steve Hughes (batterie) et Martin Read (chant).
Les premières chansons du groupe sont sorties sur une bande démo en octobre 1991, et le premier album démo du groupe, From the River to the Sea, est sorti en mai 1992. Pendant ce temps, le groupe a continué à donner des concerts, jouant progressivement devant des foules plus importantes dans des salles plus prestigieuses.

### 1993–2003
En janvier 1993, le groupe sort son deuxième album de démonstration, The Infant Hercules, puis enchaîne six mois plus tard avec son premier album complet, Goodbye to the Age of Steam . L'album a été enregistré en deux semaines en juillet 1993. Peu de temps après la fin des sessions d'enregistrement, le groupe signe sur le label de rock progressif Giant Electric Pea.
Les critiques de l'album ont été très positives, aboutissant à un accord de licence au Japon où le CD a été réédité en 1995, avec une piste bonus. Entre-temps, Ian Cooper a quitté le groupe (pour des raisons familiales) et, pour cette raison, le groupe a cessé de tourner et a commencé à chercher son remplaçant. En attendant, ils ont commencé à travailler sur leur prochain album, Spawton remplissant le rôle de claviériste. Finalement, Tony Müller a été recruté comme claviériste au début de 1995 lors de l'enregistrement du nouvel album.
Certaines des nouvelles chansons ont été créées lors des concerts à The Astoria (Londres), il s'agissait alors du seul spectacle que le groupe a donné durant cette période. L'album English Boy Wonders est finalement sorti à l'automne 1997, quoiqu'avec des retours beaucoup moins positifs que pour Age of Steam. À ce moment, après des séances d'enregistrement rien moins qu'agréables, un deuxième album mal accueilli et une maison de disques qui ne répondait plus à leurs appels, il est apparu que le groupe avait atteint un point de non-retour.
Steve Hughes a quitté le groupe en septembre 1998 et a rejoint The Enid. Il a été remplacé, brièvement, par Pete Hibbit. Après quelques performances sur scène supplémentaires, le moral du groupe était atteint et Spawton et Poole se sont retirés dans leur studio pour travailler sur le prochain album. Sans objectif particulier en tête et la formation n'existant plus, Poole et Spawton ont lentement commencé à travailler sur des démos, plus par habitude qu'autre chose.
Au fur et à mesure que les démos prenaient forme, Gregory et Andy ont rappelé les autres membres du groupe au fur et à mesure de leurs besoins. En février 2002, après trois ans d'écriture et d'enregistrement irréguliers, l'album Bard a été conçu. Bard a reçu d'excellentes critiques. Lors de l'enregistrement de Bard les membres du groupe étaient Spawton, Poole, Read, Müller, Cooper (qui était de retour) et le batteur Phil Hogg. Au moment de la sortie de l'album, The Enid a été dissous et Steve Hughes est revenu dans Big Big Train pour remplacer Hogg qui était sur le départ.

### 2004–2008
En 2003, Müller et Read ont quitté le groupe et Sean Filkins a été recruté pour remplacer Read. Ce line-up a enregistré l'album suivant, Gathering Speed, sorti en mars 2004. C'était le dernier album à faire figurer Ian Cooper aux claviers; Poole et Spawton ont repris le rôle de claviériste pour les futurs albums.
Un nouvel album intitulé The Difference Machine est sorti en septembre 2007. L'album comportait en invité un futur membre à plein temps, Nick D'Virgilio, et Dave Meros (tous deux venant de Spock's Beard ), ainsi que Pete Trewavas de Marillion. En 2008, BBT est présent sur le CD du numéro 112 de Classic Rock Magazine avec la chanson Summer's Lease, que l'on retrouve également sur The Difference Machine.
Sur le blog de BBT a été annoncé qu'ils rééditeraient English Boy Wonders . Ils ont partiellement réenregistré l'album et l'ont remixé. English Boy Wonders a été réédité le 1er décembre 2008.

### 2009–2010
Hughes et Filkins ont tous deux quitté le groupe en février 2009 et ont été remplacés respectivement par le batteur de Spock's Beard Nick D'Virgilio et le chanteur et flûtiste David Longdon.
BBT sort son sixième album studio, The Underfall Yard, le 15 décembre 2009. Les musiciens suivants sont invités sur l'album: Dave Gregory (XTC), Jem Godfrey (Frost*) et Francis Dunnery (It Bites). La chanson extraite de l'album "Last Train" fait partie de la compilation Modern Prog de iTunes publiée le 10 février 2010.
The Underfall Yard a été acclamé par la critique et la chanson éponyme du titre, d'une durée de 23 minutes, a été sélectionnée comme la chanson du jour de Classic Rock.
L'album Gathering Speed a été réédité en décembre 2009, dans une version digipack remastérisée. The Difference Machine a été réédité en janvier 2010 avec un morceau bonus provenant des sessions originales.
En octobre 2010, le groupe sort l'EP de 41 minutes intitulé Far Skies Deep Time contenant cinq titres dont une reprise du "Master of Time" d'Anthony Phillips. L'EP comprend un morceau de 17 minutes "The Wide Open Sea" - une histoire sur l'auteur-compositeur-interprète belge Jacques Brel qui a inspiré la pochette à Jim Trainer. Le guitariste Dave Gregory (anciennement de XTC et maintenant membre permanent du groupe) est de nouveau présent sur cet EP. Les autres musiciens invités sont le claviériste Martin Orford et le bassiste Danny Manners (collaborateur fréquent de Philippe Auclair).

### 2011–2021
Le premier album du groupe, Goodbye to the Age of Steam, a été remixé à partir des bandes originales, de 2 pouces et 24 pistes, de janvier à juillet 2010 par Rob Aubrey et Andy Poole. Aucune nouveau morceau n'a été ajouté, bien que certaines plages de clavier aient été remplacées. La pochette originale a également été remplacée par de nouvelles illustrations de Jim Trainer inspirées des thèmes lyriques de l'album, sorti en avril 2011 au format digipack. L'album comprend trois titres supplémentaires: "Far Distant Thing", enregistré en 1992 avec Rob Aubrey pour une station de radio locale, "Expecting Dragons" est un nouvel arrangement des thèmes des morceaux originaux Dragon Bone Hill et Expecting Snow . "Losing Your Way" comprend une section instrumentale qui avait été exclue de la version originale de l'album.
Le groupe a créé un nouvel arrangement pour "Kingmaker", qui avait été enregistré en juin 2011. "Kingmaker" apparaissait à l'origine sur leur album de démonstration de 1992, The Infant Hercules . Le nouvel enregistrement utilise la formation du groupe de cette époque et remplace le titre "Master of Time" sur la sortie russe de Far Skies Deep Time dans un mini format d'album vinyle.
Le 3 septembre 2012, le groupe sort son septième album studio, constituant le premier volet d'un futur double album, cette première partie est intitulée English Electric Part One . La deuxième partie, English Electric Part Two, sort en mars 2013 et inclut Danny Manners (claviers, contrebasse), désormais membre officiel du groupe.
Big Big Train remporte le prix "Breakthrough act" aux Progressive Music Awards 2013.
Le 23 septembre 2013, Big Big Train sort English Electric: Full Power ( EEFLP ). Il s'agit d'une version en deux CD d' English Electric comprenant tous les morceaux d' English Electric Part One et Part Two, plus quatre nouveaux morceaux. Aux côtés d'EEFLP, le groupe sort l'EP Make Some Noise qui comprend uniquement les quatre nouveaux morceaux.
Début 2014, le leader de Beardfish Rikard Sjöblom est intégré comme claviériste et guitariste en tournée. En août, le groupe se réunit aux Real World Studios pendant une semaine pour essayer une formation live qui comprend également la violoniste Rachel Hall et une fanfare de cinq musiciens sous la direction du tromboniste Dave Desmond, qui avait figuré sur les albums récents. Le résultat est positif et conduit le groupe à annoncer que ses premiers concerts depuis dix-sept ans auront lieu en août 2015 au Kings Place de Londres, et que Sjöblom et Hall sont désormais membres à part entière du groupe à la fois pour les concerts et en studio. Trois dates sont annoncées et se vendent en quelques jours. Les concerts sont élus événement de l'année par les lecteurs du magazine Prog.
Un EP contenant de nouveaux morceaux live, intitulé Wassail, sort le 1er juin 2015. Stone & Steel, un Blu-ray contenant les répétitions aux Real World Studios ainsi que quatre des chansons interprétées aux concerts de Kings Place, est publié le 21 mars 2016. L'album From Stone and Steel sorti uniquement au format numérique, contenant les performances du Real World Studios d'août 2014, sort le 1er avril 2016. Folklore sort le 27 mai 2016 tandis que son album "compagnon" Grimspound sort le 28 avril 2017. La vidéo de "As The Crow Flies", un morceau de Grimspound, est disponible sur YouTube le 31 mars 2017. La vidéo de "Experimental Gentlemen" de Grimspound est sur YouTube le 21 avril 2017. The Second Brightest Star sort le 23 juin 2017, constituant un ensemble avec Folklore et Grimspound, et comprenant 40 minutes de nouveaux morceaux qui "explorent les paysages, les rivières et les lieux de rencontre et emmènent l'auditeur dans des voyages de découverte à travers le monde et jusqu'aux étoiles" en plus des 30 minutes de matériel provenant de Folklore et Grimspound.
Big Big Train apparaît à la une du festival The Night of the Prog à Lorelei, en Allemagne, le 13 juillet 2018. Les musiciens se sont entrainés lors d'un concert de préparation qui a lieu le 11 juillet 2018 au Basingstoke Anvil . Auparavant, ils ont joué au Cadogan Hall, à Londres, en septembre/octobre 2017.
Le cofondateur du groupe Andy Poole quitte le groupe au début de janvier 2018. Le guitariste et claviériste Robin Armstrong rejoint la formation live du groupe le mois suivant. Il la quitte fin 2019. Dave Gregory annonce son départ en mars 2020, ne désirant pas tourner à l'international avec Big Big Train. Randy McStine est prévu pour le remplacer lors des concerts programmés en 2020. Toutes les tournées sont annulées par la suite en raison de la pandémie de COVID-19. Plus tard en 2020, Carly Bryant et Dave Foster rejoignent la formation live du groupe.
Le 27 novembre 2020, BBT sort un album live intitulé Empire. enregistré lors d'un concert au Hackney Empire, Londres, le 2 novembre 2019.
Leur treizième album, Common Ground, sort le 30 juillet 2021.
Le 21 octobre 2021, le groupe annonce que son quatorzième album studio, Welcome to the Planet, sortira le 28 janvier 2022. Avant l'annonce de l'album, le groupe sort les singles "The Connection Plan", "Lanterna" et "Made From Sunshine" dans le cadre de leur série "Stay Tuned" les 24 août, 21 septembre et 19 octobre 2021 respectivement.
Le chanteur David Longdon meurt le 20 novembre 2021, à l'âge de 56 ans.

### 2022-présent
Le 27 avril 2022, Big Big Train annonce que l'ancien chanteur et claviériste de Premiata Forneria Marconi, Alberto Bravin, devient le nouveau chanteur principal du groupe. Le 15 janvier 2023, Carly Bryant quitte Big Big Train, elle est remplacée par Oskar Holldorff de Dim Gray.
Le 30 juin 2023, le groupe sort son nouvel album Ingenious Devices.
Le 1er mars 2024, le groupe sort l'album The Likes of Us.

## Membres

### Membres actuels
- Gregory Spawton - guitare basse (2009–présent), guitares, claviers (1990–présent), chœurs (1995–présent)
- Nick D'Virgilio - batterie, chant, percussions (2009–présent), guitares, claviers (2018–présent)
- Rikard Sjöblom - guitares, claviers, choeurs (2014–présent)
- Dave Foster - guitares (2021–présent, tournées 2020–2021)[41]
- Clare Lindley - violon, chant (2021–présent)
- Alberto Bravin - chant, guitares, claviers (2022–présent)
- Oskar Holldorff - claviers, chant (2023–présent, tournées 2022)[42]

### Membres en tournée
- Robin Armstrong - guitares, claviers (2018–2019)
- Maria Barbieri - guitares (2023–présent)

### Anciens membres
- Andy Poole - guitare basse (1990–2012), claviers (2004–2018), guitares (2012–2018), choeurs (1995–2018)
- Ian Cooper - claviers (1991–1995, 1999–2004)
- Steve Hughes - batterie (1991–1998, 2002–2009)
- Martin Read - chant principal (1991–2003)
- Tony Müller - claviers (1995–2003), chant (1999–2003)
- Pete Hibbit - batterie (1998–1999)
- Phil Hogg - batterie (1999–2002)
- Sean Filkins - chant principal (2003–2009)
- David Longdon - chant principal, flûte, claviers, guitares (2009–2021; mort en 2021)
- Dave Gregory - guitares (2009–2020)
- Danny Manners - claviers, contrebasse (2012–2020) [43]
- Rachel Hall - violon, alto, violoncelle, chant (2014–2020) [43]
- Carly Bryant - claviers, guitares, voix (2021–2023) [41],[44]

## Discographie

### Albums studio
- Goodbye to the Age of Steam (1994)
- English Boy Wonders (1997)
- Bard (2002)
- Gathering Speed (2004)
- The Difference Machine (2007)
- The Underfall Yard (2009)
- English Electric Part One (2012)
- English Electric Part Two (2013)
- Folklore (2016)
- Grimspound (2017)
- The Second Brightest Star (2017)
- Grand Tour (2019)
- Common Ground  (2021)
- Welcome to the Planet (2022)
- Ingenious Devices (2023)
- The Likes of Us (2024)

### Démos et EPs
- From the River to the Sea (1992)
- The Infant Hercules (1993)
- Far Skies Deep Time (2010)
- Make Some Noise (2013)
- Wassail (2015)
- Proper Jack Froster (2021)

### Albums live
- A Stone's Throw from the Line (2016)
- Merchants of Light (2018)
- Empire (2020)
- Summer Shall Not Fade (2022)

### DVD et Blu-ray
- Stone & Steel (2016)
- Reflectors of Light (2019)
- Empire (2020)
- Summer Shall Not Fade (2022)

### Compilations
- English Electric: Full Power (2013)
- Summer's Lease (2020)